# 考特蘭 (明尼蘇達州)
考特蘭（英語：Courtland）是一個位於美國明尼蘇達州尼科萊特縣的城市。

## 人口
根據2020年美國人口普查的數據，考特蘭的面積為6.78平方千米，當中陸地面積為6.76平方千米，而水域面積為0.02平方千米。當地共有人口734人，而人口密度為每平方千米108人。